# George Ramsay, 2. Earl of Dalhousie
George Ramsay, 2. Earl of Dalhousie (†  vor 11. Februar 1674), war ein schottischer Adliger.

## Familie und Titel
Ramsay war der älteste Sohn von William Ramsay, 1. Earl of Dalhousie, und dessen Frau Lady Margaret Carnegie. Mit Vertrag vom 10. Dezember 1644 heiratete er Lady Anne Flemming, Tochter von John Fleming, 2. Earl of Wigton, und dessen Frau Margret Linlithgow und Witwe von Robert Boyd, 8. Lord Boyd. Mit ihr hatte er vier Töchter und vier Söhne. Beim Tod seines Vaters im November 1672 erbte er dessen Adelstitel als 2. Earl of Dalhousie. Als er 1674 selbst starb, gingen die Titel auf seinen ältesten Sohn William als 3. Earl über.